# Shoji Nonoshita
Shoji Nonoshita (埜下 荘司 Nonoshita Shoji?), född 24 maj 1970 i Ehime prefektur, är en japansk före detta fotbollsspelare.
Nonoshita började sin karriär 1993 i Gamba Osaka. 1996 flyttade han till Yokohama Flügels. Efter Yokohama Flügels spelade han för Consadole Sapporo. Han avslutade karriären 1999.